# Nina Byers
Nina Byers (19 de gener de 1930 – 5 de juny de 2014) era una física teòrica, professora de recerca i professora emèrita de física en el Departament de Físiques i Astronomia de la Universitat de Califòrnia a Los Angeles (UCLA).

## Contribucions
Byers va rebre una llicenciatura de la Universitat de Califòrnia a Berkeley el 1950 i un doctorat de la Universitat de Chicago el 1956.
Byers va fer les anàlisis fenomenològiques d'observacions experimentals que van propiciar avenços teòrics en la física de partícules i en la teoria de la superconductivitat.
A més d'articles científics, Byers va publicar i editar un llibre sobre les originals i importants contribucions de les dones del segle XX a la física moderna. Ella va desenvolupar el lloc web Contributions of 20th Century Women to Physics (pàgina web CWP), que documenta les aportacions a la física de més de 80 dones físiques del segle 20. Més tard, junt amb Gary Williams, va editar un llibre basat en dades de la pàgina web que expandeix les biografies i descriu més plenament les contribucions científiques a la física de les dones en el segle xx.

## Treballs

### Publicacions científiques seleccionades
- Byers, N.; Yang, C. «Theoretical Considerations Concerning Quantized Magnetic Flux in Superconducting Cylinders». Physical Review Letters, 7, 2, 7-1961, pàg. 46–49. Bibcode: 1961PhRvL...7...46B. DOI: 10.1103/PhysRevLett.7.46.
- McClary, Richard; Byers, Nina «Relativistic effects in heavy-quarkonium spectroscopy». Physical Review D, 28, 7, 10-1983, pàg. 1692–1705. Bibcode: 1983PhRvD..28.1692M. DOI: 10.1103/PhysRevD.28.1692.
- Nina Byers, "Einstein and Women", APS News Jun 2005.
- Nina Byers, "Physicists and the 1945 Decision to Drop The Bomb", CERN Courier Oct 2002. (e-Print Archive: physics/0210058)
- Nina Byers, Fermi and Szilard" in ed. James Cronin (ed) Fermi Remembered, U. of Chicago Press 2004 (e-Print Archive: physics/0207094)
- Nina Byers, "E. Noether's Discovery of the Deep Connection Between Symmetries and Conservation Laws" Invited talk in Symposium on the Heritage of Emmy Noether, Ramat-Gan, Israel, 2-4 Dec 1996. 'Israel Mathematical Conference Proceedings Vol. 12, 1999 (e-Print Archive: physics/9807044)

### Llibre
- Out of the Shadows: Contributions of Twentieth-Century Women to Physics.  Cambridge: Cambridge University Press, 2010. ISBN 9780521169622.[7]